# Cisitalia D46
Pour les articles homonymes, voir D46.

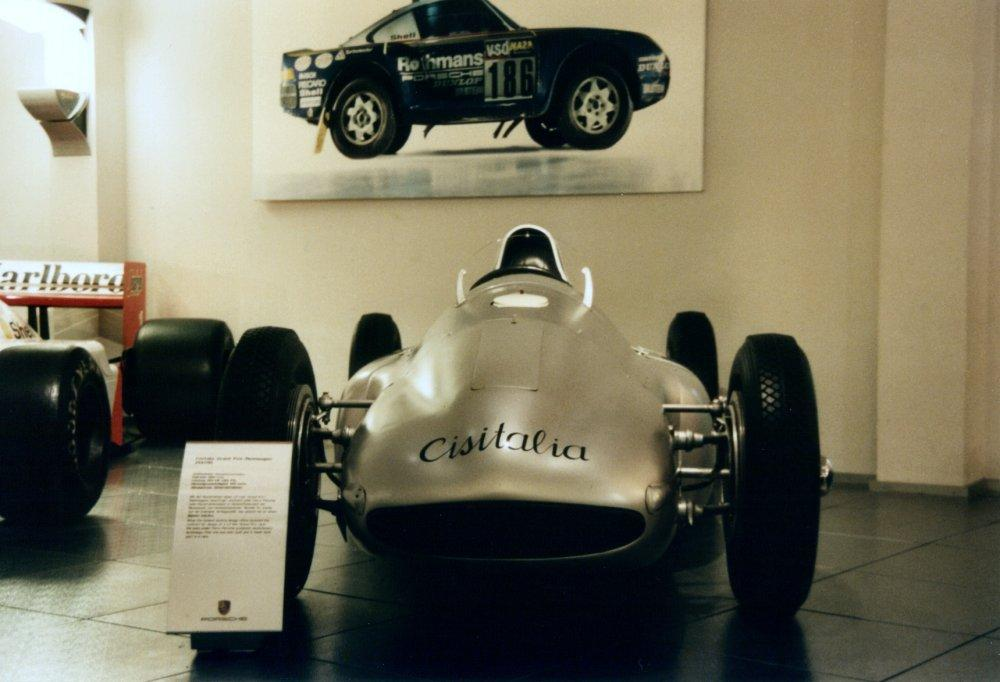
Cisitalia Porsche 360

La Cisitalia D46 a été la première voiture construite par la toute nouvelle marque italienne Cisitalia, fondée par Piero Dusio, un très riche industriel italien. En même temps, Dusio lancait l'étude d'un voiture sportive de luxe, la Cisitalia 202.

## Histoire
En utilisant une base mécanique Fiat, c'est l'ingénieur Dante Giacosa, Directeur technique et chef du bureau d'études de Fiat, qui conçut la Cisitalia D46, une monoplace de course qui a fait ses débuts sous les meilleurs auspices en 1946. 
Giacosa avait une parfaite connaissance des avantages des bases mécaniques Fiat car il avait conçu les légendaires Fiat 500 Topolino avant la Seconde Guerre mondiale. Le moteur et les suspensions dérivaient directement de la petite Fiat mais avaient été profondément modifiés pour la course. Le système de lubrification à carter sec créé pour ce moteur a considérablement augmenté son rendement et sa puissance qui a atteint 60-70 CV DIN à 5.800 tr/min. 
Avec un châssis tubulaire et un poids total d'à peine 370 kg, la puissance disponible était plus que suffisante et donnait un rapport poids/puissance (0,17 ch/kg) extrêmement favorable par rapport à la concurrence. 
Dusio avait toujours rêvé d'un modèle de voiture de série, à réaliser après le succès accumulé par sa D46. Des pilotes très doués de sa génération comme Tazio Nuvolari ont piloté la D46 en remportant de multiples victoires contre des voitures de course nettement plus sophistiquées. 
Ces succès ont amené Dusio à imaginer un projet beaucoup plus ambitieux qu'une très jeune entreprise comme la sienne a eu du mal à porter à son terme.
Engagée au total dans plus d'une centaine d'épreuves, la règlementation de la Formule 1 n’autorisant que des monoplaces de type Formule 2 à courir en Grand Prix, les frères Dusio s'engagent (avec Piero au volant et Carlo en remplaçant) pour le Grand Prix d'Italie 1952, mais un problème de bielle l'empêche de réaliser le moindre temps en qualifications, ce qui ne lui permet pas de disputer la course. 
En 1949, Piero Dusio a versé une très importante caution à l'État français pour faire libérer le père de son ami Ferry Porsche, Ferdinand Porsche, retenu comme prisonnier de guerre en France, Dusio s'était engagé dans un coûteux projet de voiture de Grand Prix à 4 roues motrices, La Cisitalia 360. Sa société Cisitalia fut mise sous administration judiciaire à la suite de grosses difficultés financières et il émigra en Argentine où il crée la « Société d'Exploitation Cisitalia ». Toute production cessa en 1952.
Ferdinand Porsche, alors simple artisan designer indépendant, a toujours été très reconnaissant envers Dusio pour l'avoir extirpé des geôles française et, pour le remercier, participa à l'élaboration de sa voiture de Grand Prix. Ainsi est née la Cisitalia 360 avec une transmission permanente sur les 4 roues. La Cisitalia Porsche type 360 était très chère à fabriquer pour que la marque de Dusio, Cisitalia, puisse soutenir ce trop lourd investissement.

## Résultats en championnat du monde de Formule 1
| Saison | Écurie | Moteur | Pneus   | Pilotes     | Courses | Courses | Courses | Courses | Courses | Courses | Courses | Courses | Points inscrits | Classement |
| Saison | Écurie | Moteur | Pneus   | Pilotes     | 1       | 2       | 3       | 4       | 5       | 6       | 7       | 8       | Points inscrits | Classement |
| ------ | ------ | ------ | ------- | ----------- | ------- | ------- | ------- | ------- | ------- | ------- | ------- | ------- | --------------- | ---------- |
| 1952   | Privé  | BPM L4 | Pirelli |             | SUI     | 500     | BEL     | FRA     | GBR     | ALL     | P-B     | ITA     | 0               | -          |
| 1952   | Privé  | BPM L4 | Pirelli | Piero Dusio |         |         |         |         |         |         |         | Nq.     | 0               | -          |